# 新木曾川站
新木曾川站（日语：／ Shin-kisokawa eki */?）是位於愛知縣一宮市木曾川町黑田三之通，名古屋鐵道（名鐵）的名古屋本線車站。車站編號為NH53。此站經常設有優等列車與普通列車進行緩急接續。

## 歷史
- 1935年（昭和10年）4月29日 - 名岐鐵道（日语：名岐鉄道）名岐線（現時為名鐵名古屋本線一部分）新一宮站（現時為名鐵一宮站）至笠松站開通，此站啟用。
- 1948年（昭和23年）5月 - 新設上行待避線[2]。
- 1965年（昭和40年）2月14日 - 車站大樓被燒毀[2]。
- 1966年（昭和41年）3月30日 - 新車站大樓落成[2]。
- 2006年（平成18年）10月22日 - 隨著無障礙工程，新跨線橋和3台升降機開始使用。
- 2008年（平成20年）12月27日 - 隨著急行減班，在早上9時以降的快速特急和特急停此站[3]。
- 2011年（平成23年）
  - 2月11日 - 車站可以使用「manaca」IC卡。
  - 3月26日 - 正式成為快速特急和特急的停車站（但是平日早上上行部分特急班次通過）。
- 2012年（平成24年） 2月29日 - 交通儲值卡「Trans Pass（日语：トランパス (交通プリペイドカード)）」的服務終止，此站也不可使用其儲值卡。

## 車站構造
此站為快速特急、特急(部分班次除外)、快速急行、急行、準急和普通列車的停車站。設有待避設備2面4線的島式月台。是一座設有車站職員的地面車站。在岐阜一方設有單向渡線。車站大樓位於東邊，各月台設有跨線橋和升級機連接。在跨線橋上沒有車站西邊出口。μ-SKY與於此站通過的特急會以近120km/h通過。月台上設有車站自動廣播系統，以及比一般車站小的小型LED式月台顯示牌。在2016年，車站大樓上蓋的公寓被拆毀。
| 月台 | 路線       | 上下行 | 方向                                   | 備註   |
| ---- | ---------- | ------ | -------------------------------------- | ------ |
| 1    | 名古屋本線 | 下行   | 名鐵岐阜方向                           | 待避線 |
| 2    | 名古屋本線 | 下行   | 名鐵岐阜方向                           | 本線   |
| 3    | 名古屋本線 | 上行   | 名鐵一宮、名鐵名古屋、中部國際機場方向 | 本線   |
| 4    | 名古屋本線 | 上行   | 名鐵一宮、名鐵名古屋、中部國際機場方向 | 待避線 |

### 配線圖
| ← 一宮、 名古屋方向 | 新木曾川站 站內配線略圖 | → 岐阜方向 |
| 图例 参考文献：     |                         |            |

## 停站列車類別
在1999年5月10日時間表修正前，此站為部分特急的特別停車站，由於使用量少因此在條正後成為通過站。隨後約9年半後的2008年12月27日修正起，特急於早上繁忙時間後再次成為停車站。
2000年3月21日修正至2001年10月1日修正前，部分來往新岐阜站（現時：名鐵岐阜站）至須口站之間的列車中，在此站以北會改變列車類別為急行，此站以南則變為普通。在現在時間表中，急行不會在此站待避特急，但是在2005年至2007年之間日間下行約一半列車（從豐川稻荷站出發的列車）會進行待避。
此站沒有尾班車和首班車以此站為起終點站，但是在深夜時份設有不載客列車從名鐵岐阜站或名鐵一宮站前往此站進行夜間停泊。

## 使用狀況
- 在中提及在2013年度，當時1日平均上下車人次為5,848人，為名鐵所有車站（275站）排名第70，名古屋本線（60站）中排名第25[1]。
- 在中提及在1992年度，當時1日平均上下車人次為8,292人，為除岐阜市內線均一車費區間內各站（岐阜市內線、田神線、美濃町線徹明町站至琴塚站之間）外名鐵所有車站（342站）中排名第51，名古屋本線（61站）排名第22[6]。
- 根據愛知縣統計資料，在2007年度1日平均乘車人次為2,641人，在2008年度1日平均乘車人次為2,627人，在愛知縣內名古屋本線車站中（55站）排名第22。

雖然此站為特急停車站，但是較少乘客使用此車站。但是此站由於設有特急列車和普通列車之間的緩急接續，因此會有乘客在此站進行列車轉乘。

## 車站周邊
- 一宮市政廳木曾川廳舍（車站南方約500米）
- 木曾川郵局（日语：木曽川郵便局）（車站南方約500米）
- 三菱日聯銀行木曾川分店
- 十六銀行（日语：十六銀行）木曾川分店
- JR東海道本線木曾川站（車站東北方約700米。該站較近黑田站）
- 黑田城（日语：黒田城 (尾張国)）遺址 - 第一代土佐藩主山内一豐誕生地。（車站東北方步行5分鐘）
- 山内盛豐父子之墓（市指定文化財產） - （車站東北方約500米）
- 川合玉堂誕生地 - （車站西方約1公里）
- 一宮市循環巴士 i-巴士（日语：i-バス）木曾川、北方路線「新木曾川站西」巴士站
- 國井醫院（車站東邊）
- 平安會館木曾川齋場（殯儀館）
- 愛知縣道175號江南木曾川線（日语：愛知県道175号江南木曽川線）（一宮木曾川交流道的連接道路)
- 愛知縣道190號名古屋一宮線（日语：愛知県道190号名古屋一宮線）（一宮市區的連接道路)

## 相鄰車站
名古屋鐵道
 名古屋本線
□μ-SKY、■特急（平日早上部分上行特急班次）
通過
□快速特急、■特急（平日早上部分上行特急班次通過笠松站）、□快速急行、■急行、■準急
名鐵一宮（NH50）－新木曾川（NH53）－笠松（NH56）－名鐵岐阜（NH60）
■普通
石刀（NH52）－新木曾川（NH53）－黑田（NH54）

## 注腳
1. 1 2  名鐵120年史編纂委員會事務局（編）. . 名古屋鐵道. 2014: 160–162.
2. 1 2 3  名古屋鐵道廣報宣傳部（編）. . 名古屋鐵道. 1994.
3. 1 2  太田貴之. . 鐵道畫刊 (電氣車研究會). 2009-3, 816: 46.
4. 1 2  駅時刻表：名古屋鉄道・名鉄バス （页面存档备份，存于），2019年3月24日參閲
5. ↑  電氣車研究會，『鐵道畫刊』通卷第816號 2009年3月 臨時特刊號 「特集 - 名古屋鉄道」，卷末收錄「名古屋鐵道 配線略圖」
6. ↑  名古屋鐵道廣報宣傳部（編）. . 名古屋鐵道. 1994: 651–653.

## 外部連結
- 新木曾川 - 名古屋鐵道